# Djafar Khandan
Djafar Khandan (nom de plume, son nom complet est Djafar Khandan Zeïnal ogly Hadjiev, azéri : Cəfər Xəndan Zeynal oğlu Hacıyev Cəfər Xəndan Zeynal oğlu Hacıyev ), né 25 avril 1911 (8 mai dans le calendrier grégorien) à Erevan et mort le 10 août 1961 à Bakou est un historien de la littérature (ru), critique et poète soviétique et azerbaïdjanais.

## Biographie
Djafar Khandan est né le 8 mai 1911 à Erevan. Il est diplômé de l'Université d'État d'Azerbaïdjan en 1932. Il est mobilisé pendant la Grande Guerre patriotique.
De 1950 à 1954 il est recteur, puis de 1952 à 196 chef du département d'histoire de la littérature azeri de l'Université d'État de l'Azerbaïdjan
Il soutient sa thèse de doctorat en 1949 avec comme sujet Les Idées de la libération nationale dans la littérature de l'Azerbaïdjan méridional (iranien) 1906-1946.
Il publie depuis 1930. Ses principaux ouvrages sont consacrés à la littérature azerbaïdjanaise du XXe siècle. Il est l'auteur du manuel universitaire Histoire de la littérature azerbaïdjanaise du XXe siècle (azéri : XX әср Азәрбајҹан әдәбијјаты тарихи XX Azsr Azurbagan ә dәbībaty tarihi, 1955), de monographies, consacrées notamment aux écrivains soviétiques azerbaïdjanais Djafar Djabbarli, Mikhayil Mushfig, et Samed Vurgun.
Parmi ses recueil de poèmes figurent Nuits blanches (azéri : Бәјаз кеҹәләр, 1936), Vers du front (azéri : Ҹәбһә ше’рләри, 1942), et Première séparation (azéri : Илк ајрылыг, 1944).